# Kélli
Kélli, en grec moderne : Κέλλη, ou Kélla (Κέλλα), auparavant appelé Gornítsovo (Γκορνίτσοβο) jusqu'en 1926, est un village du dème d'Amýnteo, district régional de Flórina, en Macédoine-Occidentale, Grèce.
Selon le recensement de 2011, la population du village compte 683 habitants.